# 布拉德利·詹姆斯·艾倫
布拉德利·詹姆斯·艾倫（英語：Bradley James Allan，1973年2月14日—2021年8月7日），澳大利亞藉動作片演員、武術家、編舞家、特技演員、特技協調員、助理導演、武術指導，曾是第四代成家班成員，亦是該動作團隊的第一位外籍成員。曾與成龍一同拍攝過《醉拳II》、《一个好人》、《我是谁》、《成龍的特技》、《玻璃樽》、《西域威龍》、《特务迷城》、《尖峰時刻2》、《燕尾服》、《皇家威龍》、《飛龍再生》、《新警察故事》、《尖峰時刻3：巴黎打通關》、《十二生肖》、《尚氣與十環傳奇》、《金牌特務：金士曼起源》、《機密特務：阿蓋爾》等十多部电影。

## 生平
艾倫生於澳洲的维多利亚州墨尔本，由於他從小十分仰慕国际武打巨星成龙，因此他在10歲左右開始了空手道訓練，之後他便開始習武，也在14歲時開始學習體育，并在中国学习中文和武术，精通咏春拳，空手道、跆拳道、合气道等。
1994年，他在《醉拳II》中首次亮相，從此步足演藝圈。之後他短暫加入了澳大利亞特技團隊新一代特技。
艾倫於1997年返澳，期間他得知成龙在当地拍戏后，當時成龍正在拍攝《一个好人》，因此艾倫偷溜進劇組，以粉丝身份跟成龙说了一句“谢谢你”，结果被成龙一眼看中，邀请他加入“成家班”收为弟子，成為該團隊的第一个白人弟子。
之後艾倫與成龍拍攝了十多部武打电影，其中最著名的是1999年的喜劇《玻璃樽》，他在裏面擔任特技演員並且飾演自己。而且他也經常在電影中扮演動作敏捷的暴徒反派和手下打手角色。
艾倫後來轉往美国好莱坞发展，参与过《新警察故事》、《超世紀戰警》、《地獄怪客2：金甲軍團》、《特攻聯盟》、《環太平洋》、《醉後末日》、《金牌特務系列》、《神力女超人》、《星際大戰外傳：韓索羅》等电影制作。
2021年8月7日，艾倫因病去世，享年48歲，死因尚未公開。
艾倫生前曾在2021年出演的《尚氣與十環傳奇》於9月上映，這部是獻給他的；而《金牌特務：金士曼起源》則是於12月上映；最後一部《機密特務：阿蓋爾》則於2024年2月上映，艾倫在這三部電影中皆擔任監督特技協調員並在電影中飾演自己。

## 作品列表

### 電影
| 年份 | 片名                  | 角色                               | 附註                                                                                             |
| ---- | --------------------- | ---------------------------------- | ------------------------------------------------------------------------------------------------ |
| 1994 | 醉拳II                | 公車上的外國人                     | [ 1 ]                                                                                            |
| 1995 | Deep Shit             |                                    | 特技演員                                                                                         |
| 1997 | 一個好人              | Giancarlo手下                      | 特技演員                                                                                         |
| 1998 | 我是誰                | 暴徒、拉力隊成員、醫院人員、服務生 | 特技演員和替身                                                                                   |
| 1998 | 幻影特攻              | 暴徒                               | 特技演員                                                                                         |
| 1999 | 玻璃樽                | 艾倫（自己）                       | 特技演員                                                                                         |
| 1999 | 成龍的特技            | 艾倫（自己）                       | 特技演員                                                                                         |
| 1999 | 特警新人類            | 暴徒                               | 特技演員                                                                                         |
| 2000 | 西域威龍              |                                    | 特技演員、（助理動作導演和編舞）和替身                                                           |
| 2001 | 特務迷城              | 艾倫（自己）                       | 特技演員和協調員（武術指導）                                                                     |
| 2001 | 尖峰時刻2             | 艾倫（自己）                       | 特技演員，獲第8屆美國演員工會獎特技團體傑出表演提名                                              |
| 2002 | 燕尾服                |                                    | 特技演員                                                                                         |
| 2003 | 皇家威龍              | 紐約警察、倫敦暴徒、圖書館警衛     | 特技演員、副（武術指導）和動作編舞                                                               |
| 2003 | 飛龍再生              |                                    | 特技演員和武師                                                                                   |
| 2003 | 小飛俠彼得潘          | 艾倫（自己）                       | 打鬥協調員（武術指導）                                                                           |
| 2004 | 新警察故事            |                                    | 特技編舞                                                                                         |
| 2004 | 超世紀戰警            |                                    | 特技協調員（武術指導）                                                                           |
| 2005 | 限制級褓母            | 艾倫（自己）                       | 特技演員和打鬥編舞                                                                               |
| 2006 | 龍騎士                |                                    | 特技裝備師                                                                                       |
| 2007 | 尖峰時刻3：巴黎打通關 | 艾倫（自己）                       | 特技協調員（武術指導），獲第14屆美國演員工會獎金牛座世界特技獎提名                               |
| 2008 | 地獄怪客2：金甲軍團   |                                    | 行動總監和特技協調員（武術指導），獲第15屆美國演員工會獎美國演員工會獎電影類最佳特技整體演出提名 |
| 2008 | 天方夜談              | 艾倫（自己）                       | 打鬥編舞                                                                                         |
| 2009 | 聖誕夜怪譚            | 艾倫（自己）                       | 特技演員                                                                                         |
| 2009 | 忍者刺客              |                                    | 特技演員                                                                                         |
| 2009 | 阿凡達                |                                    | 特技演員                                                                                         |
| 2010 | 波西傑克森：神火之賊  |                                    | 特技演員                                                                                         |
| 2010 | 特攻聯盟              |                                    | 特技協調員（武術指導）                                                                           |
| 2010 | 歪小子史考特          | 艾倫（自己）                       | 特技協調員（武術指導）                                                                           |
| 2010 | 半夜鬼上床：夢殺      | 艾倫（自己）                       | 打鬥編舞                                                                                         |
| 2011 | 獵殺第四行者          | 艾倫（自己）                       | 特技協調員（武術指導）                                                                           |
| 2011 | 搶救老媽大作戰        |                                    | 特技演員                                                                                         |
| 2011 | 丁丁歷險記            |                                    | 特技演員                                                                                         |
| 2012 | 十二生肖              |                                    | 行動協調員（武術指導）                                                                           |
| 2013 | 環太平洋              | 艾倫（自己）                       | 特技協調員（武術指導）和動作設計                                                                 |
| 2013 | 醉後末日              | 艾倫（自己）                       | 行動協調員（武術指導）                                                                           |
| 2013 | 急凍殺手              |                                    | 行動協調員（武術指導）                                                                           |
| 2014 | 騷莎大塊呆            |                                    | 特技協調員（武術指導）                                                                           |
| 2014 | 金牌特務              | 艾倫（自己）                       | 特技協調員（武術指導）                                                                           |
| 2014 | 狼人鎮                |                                    | 行動協調員（武術指導）                                                                           |
| 2015 | 小夢想家              | 艾倫（自己）                       | 特技協調員（武術指導）                                                                           |
| 2015 | 陰兒房第3章：從靈開始 | 艾倫（自己）                       | 特技演員                                                                                         |
| 2015 | 凶兆2：雙瘋           | 艾倫（自己）                       | 特技演員                                                                                         |
| 2017 | 神力女超人            | 艾倫（自己）                       | 特技演員                                                                                         |
| 2017 | 金牌特務：機密對決    | 艾倫（自己）                       | 特技協調員（武術指導）                                                                           |
| 2018 | 星際大戰外傳：韓索羅  | 艾倫（自己）                       | 行動設計和特技協調員（武術指導）                                                                 |
| 2021 | 尚氣與十環傳奇        | 艾倫（自己）                       | 監督特技協調員（武術指導）和遺作（逝世後上映）                                                   |
| 2021 | 金牌特務：金士曼起源  | 艾倫（自己）                       | 監督特技協調員（武術指導）和遺作（逝世後上映）                                                   |
| 2024 | 機密特務：阿蓋爾      | 艾倫（自己）                       | 監督特技協調員（武術指導）和遺作（逝世後上映）                                                   |

### 電視劇
| 年份 | 片名               | 角色         | 附註                                |
| ---- | ------------------ | ------------ | ----------------------------------- |
| 1998 | 原始FM             | 傑克         | ABC (澳大利亞電視頻道)              |
| 1998 | Good Guys/Bad Guys | 司機         | Le Mesurier Films(澳大利亞電視頻道) |
| 1999 | 諾亞方舟           |              | 特技演員和替身                      |
| 1999 | 雷石               |              | 替身                                |
| 2000 | 週六夜現場         | 開場獨白暴徒 | 2集                                 |
| 2001 | 異種戰士           |              | 特技演員                            |

### 音樂錄音帶
| 年份 | 片名          | 附註                                                                          |
| ---- | ------------- | ----------------------------------------------------------------------------- |
| 2011 | Crazy for You | 擔任錄音帶的特技協調員，主唱為搖滾樂團Best Coast，音樂錄音帶導演為茱兒·芭莉摩 |

## 獎項

### 美國演員工會獎
| 年份   | 頒獎典禮             | 獎項                                 | 作品                      | 結果 |
| ------ | -------------------- | ------------------------------------ | ------------------------- | ---- |
| 2002年 | 第8屆美國演員工會獎  | 特技團體傑出表演                     | 《尖峰時刻2》             | 提名 |
| 2008年 | 第14屆美國演員工會獎 | 金牛座世界特技獎                     | 《尖峰時刻3：巴黎打通關》 | 提名 |
| 2009年 | 第15屆美國演員工會獎 | 美國演員工會獎電影類最佳特技整體演出 | 《地獄怪客2：金甲軍團》   | 提名 |

## 外部連結
- 布拉德利·詹姆斯·艾倫在互联网电影资料库（IMDb）上的資料（英文）
- 布拉德利·詹姆斯·艾倫在香港影庫上的簡介
- 在AllMovie上布拉德利·詹姆斯·艾倫的頁面（英文）
- 布拉德利·詹姆斯·艾倫在豆瓣上的资料（简体中文）
- 香港幻影-布拉德利·詹姆斯·艾倫的資料（页面存档备份，存于）（英文）